# Medaille van het Rode Kruis ter Herinnering aan de Uitwisseling van Krijgsgevangenen in 1953
De Medaille van het Rode Kruis ter Herinnering aan de Uitwisseling van Krijgsgevangenen in 1953 (Deens: Dansk Røde Kors Mindetegn for Krigsfangeudvekslingen i Korea 1953), is een Deense onderscheiding. De medaille herinnert aan een gebeurtenis tijdens de Koreaanse Oorlog, toen het Rode Kruis bemiddelde bij het uitwisselen van krijgsgevangenen.
De op  2 oktober 1956 door het Deense Rode Kruis ingestelde medaille werd aan negen Deense artsen uitgereikt. Daarnaast ontving ook de Nederlander Marinus Vooren (1889-1980) deze medaille. Hij was een gepensioneerd kolonel van het KNIL, en was destijds lid van het hoofdbestuur van het Nederlandse Rode Kruis.
De gedeeltelijk rood geëmailleerde zilveren onderscheiding is een heruitgave van het oudere Herinneringsmedaille voor de Zorg voor Geïnterneerden 1914-1918 waarop op de achterzijde de tekst "KOREA KRIGSFANGE UDVEKSLING 1953" is aangebracht.
Medailles van Verdienste ·
Medaille voor Langdurige Dienst ·
Medaille "Ingenio et Arti" ·
Medaille voor Nobele Daden ·
Ereteken van het Deense Rode Kruis ·
Medaille van Verdienste voor de Groenlandse Onafhankelijkheid ·
Herinneringsmedaille aan de 70e Verjaardag van Hare Majesteit Koningin Margrethe
Herinneringsmedaille aan de 75e Verjaardag van Prins Henrik

Zie ook: Historische Orden van Denemarken · Onderscheidingen in Denemarken
Onderscheidingen van het Nederlandse Rode Kruis · Onderscheidingen van het Internationale Rode Kruis · Onderscheidingen van het Belgische Rode Kruis · Onderscheidingen van het Deense Rode Kruis

Zie ook: Onderscheidingen met het Rode Kruis